# 让·弗洛伦特·伊本吉
让·弗洛伦特·伊本吉（法語：Jean-Florent Ikwange Ibenge，1961年12月4日—），是法国前足球运动员，原上海申花足球俱乐部代理主教练。
让·弗洛伦特为法国足协高级讲师，球员时期是在朗贝萨尔、鲁贝和保洛尼等法国低级别联赛中度过的。退役后执教过法国业余级别联赛球队Capreau Wasquehal和里尔OS Fives，还曾担任过刚果民主共和国国家足球队的助理教练。
2011年，弗洛伦特执教于法国里尔的杜埃竞技队，属于法国业余足球二级联赛（法国第五级别联赛），但是球队在联赛中仅排名倒数第二遭遇降级。2012年，弗洛伦特回到了曾经执教过的OS Fives，该球队属于里尔地区地方荣誉升级联赛（Promotion d'Honneur Régionale 法国第九级别联赛）。2012年4月26日，受到好友阿内尔卡的邀请，弗洛伦特接替辞职的同胞让·蒂加纳成为中国足球超级联赛球队上海申花的代理主教练，球队头号球星阿内尔卡为球队队长兼助理教练。